# ماريونا كالدينتي
ماريا فرانشيسكا كالدينتي أوليفر (من مواليد 19 مارس 1996)، وتُعرف باسم ماريونا كالدينتي أو ماريونا، هي لاعبة كرة قدم إسبانية محترفة تلعب كمهاجمة لنادي برشلونة في الدوري الإسباني والمنتخب الإسباني للسيدات.

## النشأة
ولدت ماريا فرانشيسكا كالدينتي أوليفر في بلدة فيلانيتكس في مايوركا للأب ميغيل أنخيل كالدينتي والأم ماريا أوليفر. كان والدها مدربا لكرة القدم وكانت والدتها ممرضة حسب المهنة. لديها أيضًا أخ أكبر.
بدأت كالدينتي تلعب كرة القدم في سن الرابعة مع فريقها المحلي كنشاط ما بعد المدرسة. لعبت لاحقًا كرة الصالات في ماناكور، حيث فازت بالعديد من الألقاب ولعبت في ثلاث بطولات إسبانية. على الرغم من أن كالدينتي لم تتطور في لا ماسيا، ولكنها كانت على علاقة دائمة بنادي برشلونة. كان والدها أحد أعضاء Els Tamarells، إحدى أكبر البنسات في برشلونة.

## مسيرتها الكروية

### كوليرينسي
بدأت كالدينتي مسيرتها الكروية في شباب CD Felanitx وCD CIDE قبل أن تتمكن من اللعب في فريق نسائي بالكامل لأول مرة في سن 14 عامًا في نادي كوليرينسي. تطورت كالدينتي من خلال صفوف الشباب في نادي كوليرينسي.

### برشلونة
في 30 يوليو 2014، وقّعت كالدينتي مع برشلونة بعد نجاحها في بطولة أوروبا تحت 19 سنة. طوال موسم 2014–2015، ظهرت لأول مرة في كأس الملكة في الدور ربع النهائي من بطولة 2015 وسجلت في الفوز 4–0 على ليفانتي. وخرج برشلونة من البطولة في الدور نصف النهائي أمام فالنسيا.

## مسيرتها الدولية

### الشباب
حصلت كالدينتي على المركز الثالث في بطولة أوروبا تحت 17 سنة 2013، ممثلاً إسبانيا. في الدور نصف النهائي من البطولة، سجلت ركلة الجزاء في ركلات الترجيح ضد السويد، لكنها انتهت بخسارة المباراة بعد انتهاء ركلات الترجيح بنتيجة 4–5 لصالح السويد. في مباراة تحديد المركز الثالث، قادت كالدينتي الفريق وسجلت في الدقيقة 42 في الفوز 0–4 على بلجيكا.
في بطولة أوروبا تحت 19 سنة 2014. بدأت كالدينتي في كل مباريات البطولة، إلى جانب تسجيلها الهدف الأول في مباراة نصف النهائي أمام النرويج. بدأت في المباراة النهائية حيث خسرت إسبانيا أمام هولندا بهدف فيفيان ميديما في الدقيقة 21.
شاركت كالدينتي أيضًا في كأس العالم تحت 20 سنة 2016، حيث سجلت هدفين في دور المجموعات ضد كندا واليابان. أُقصيت إسبانيا في الوقت الإضافي من الدور ربع النهائي ضد البطل النهائي كوريا الشمالية. تم اختيار هدفها ضد كندا كهدف البطولة.

### المنتخب الأول
في 2017، وضعها خورخي فيلدا في قائمة منتخب إسبانيا لخوض مباراتين وديتين ضد سويسرا. وهي المرة الأولى التي استدعيت كالدينتي للمنتخب الأول.
بعد شهرين، ظهرت لأول مرة على المستوى الدولي في كأس الغارفي ضد اليابان، حيث دخلت مكان أماندا سامبيدرو في الدقيقة 73. وصلت إسبانيا إلى المباراة النهائية ضد كندا وفازت بالبطولة، وحصلت كالدينتي على لقبها الدولي الأول.
سجلت كالدينتي أول هدف دولي لها في مباراة ودية ضد بلجيكا.
استدعيت ضمن تشكيلة يورو 2017. بدأت كالدينتي في مباراتين في دور المجموعات - الفوز على البرتغال والخسارة أمام اسكتلندا. بعد أن تأهلت إسبانيا إلى الأدوار الإقصائية بفضل سجل المواجهات المباشرة، بدأت مباراة ربع النهائي ضد النمسا لكنها استبدلت في الدقيقة 56. وخرجت إسبانيا من البطولة بركلات الترجيح.
في عام 2019، استدعيت كالدينتي لتمثيل إسبانيا في كأس الغارفي 2019، حيث احتلت إسبانيا المركز السابع. وتواجدت ضمن تشكيلة إسبانيا لكأس العالم 2019. بدأت كل مباريات دور المجموعات في البطولة، حيث حصلت إسبانيا على أربع نقاط وتأهلت إلى دور ال16 لأول مرة في تاريخها. في مباراة دور ال16، دخلت في الدقيقة 83 بدلاً من فيرجينيا توريسيلا، وانتهت المباراة بخسارة إسبانيا أمام الولايات المتحدة، التي فازت باللقب.
كانت من بين مجموعة لاس 15، وهي مجموعة من اللاعبات اللائي جعلن من أنفسهم غير متاحين للاختيار الدولي في سبتمبر 2022 بسبب عدم رضاهم عن المدرب خورخي فيلدا، لكنها واحدة من ثلاثة لاعبات تواجدن في تشكيلة إسبانيا بعد تسعة أشهر. شاركت في نهائي كأس العالم 2023 حيث فازت إسبانيا بنتيجة 1–0 إنجلترا لتُتوج بالكأس لأول مرة.

## الإحصائيات

### الأهداف الدولية
أهداف إسبانيا مدرجة أولا، ويشير عمود الهدف إلى النتيجة بعد كل هدف سجلته كالدينتي.
| #. | التاريخ        | المكان                                                      | الخصم          | الهدف | النتيجة | المسابقة                             | مراجع  |
| -- | -------------- | ----------------------------------------------------------- | -------------- | ----- | ------- | ------------------------------------ | ------ |
| 1  | 30 يونيو 2017  | بيناتار أرينا [الإنجليزية]، سان بييدرو ديل بيناتار، إسبانيا | بلجيكا         | 4–0   | 7–0     | مباراة ودية                          | [ 30 ] |
| 2  | 18 سبتمبر 2017 | استاد دو بوبييه، كاليه، فرنسا                               | فرنسا          | 1–2   | 1–3     | مباراة ودية                          | [ 31 ] |
| 3  | 8 أكتوبر 2019  | استاد دوليتشيك، براغ، جمهورية التشيك                        | جمهورية التشيك | 2–0   | 5–1     | تصفيات بطولة أمم أوروبا للسيدات 2022 | [ 32 ] |
| 4  | 19 سبتمبر 2020 | ملعب زيمبرو، كيشيناو، مولدوفا                               | مولدوفا        | 3–0   | 9–0     | تصفيات بطولة أمم أوروبا للسيدات 2022 | [ 33 ] |
| 5  | 19 سبتمبر 2020 | ملعب زيمبرو، كيشيناو، مولدوفا                               | مولدوفا        | 7–0   | 9–0     | تصفيات بطولة أمم أوروبا للسيدات 2022 | [ 33 ] |
| 6  | 19 سبتمبر 2020 | ملعب زيمبرو، كيشيناو، مولدوفا                               | مولدوفا        | 9–0   | 9–0     | تصفيات بطولة أمم أوروبا للسيدات 2022 | [ 33 ] |
| 7  | 27 نوفمبر 2020 | لا سيوداد ديل فوتبول، لاس روزاس دي مدريد، إسبانيا           | مولدوفا        | 4–0   | 10–0    | تصفيات بطولة أمم أوروبا للسيدات 2022 |        |
| 8  | 18 فبراير 2021 | ملعب شفا، باكو، أذربيجان                                    | أذربيجان       | 7–0   | 13–0    | تصفيات بطولة أمم أوروبا للسيدات 2022 |        |
| 9  | 10 يونيو 2021  | الملعب البلدي في سانتو دومينغو، ألكوركون، إسبانيا           | بلجيكا         | 1-0   | 3–0     | مباراة ودية                          |        |
| 10 | 16 سبتمبر 2021 | تورسفولور، توشهافن، فارو                                    | جزر فارو       | 9–0   | 10–1    | تصفيات كأس العالم للسيدات 2023       |        |
| 11 | 21 سبتمبر 2021 | ملعب ناندور هيديكوتي [الإنجليزية]، بودابست، هنغاريا         | المجر          | 3–0   | 7–0     | تصفيات كأس العالم للسيدات 2023       |        |
| 12 | 21 سبتمبر 2021 | ملعب ناندور هيديكوتي [الإنجليزية]، بودابست، هنغاريا         | المجر          | 7–0   | 7–0     | تصفيات كأس العالم للسيدات 2023       |        |
| 13 | 25 نوفمبر 2021 | ملعب لا كارتوخا، إشبيلية، إسبانيا                           | جزر فارو       | 4–0   | 12–0    | تصفيات كأس العالم للسيدات 2023       |        |
| 14 | 25 نوفمبر 2021 | ملعب لا كارتوخا، إشبيلية، إسبانيا                           | جزر فارو       | 8–0   | 12–0    | تصفيات كأس العالم للسيدات 2023       |        |
| 15 | 25 نوفمبر 2021 | ملعب لا كارتوخا، إشبيلية، إسبانيا                           | جزر فارو       | 9–0   | 12–0    | تصفيات كأس العالم للسيدات 2023       |        |
| 16 | 30 نوفمبر 2021 | ملعب لا كارتوخا، إشبيلية، إسبانيا                           | إسكتلندا       | 2–0   | 8–0     | تصفيات كأس العالم للسيدات 2023       |        |
| 17 | 30 نوفمبر 2021 | ملعب لا كارتوخا، إشبيلية، إسبانيا                           | إسكتلندا       | 8–0   | 8–0     | تصفيات كأس العالم للسيدات 2023       |        |
| 18 | 25 يونيو 2022  | استاد نويفو كولومبينو، ولبة، إسبانيا                        | أستراليا       | 2–0   | 7–0     | مباراة ودية                          |        |
| 19 | 8 يوليو 2022   | ملعب إم كي [الإنجليزية]، ميلتون كينز، إنجلترا               | فنلندا         | 4–1   | 4–1     | بطولة أمم أوروبا للسيدات 2022        |        |
| 20 | 11 أغسطس 2023  | ملعب ويلينغتون الإقليمي، ويلينغتون، نيوزيلندا               | هولندا         | 1–0   | 2–1     | كأس العالم للسيدات 2023              |        |
| 21 | 22 سبتمبر 2023 | غاملا أوليفي، غوتنبرغ، السويد                               | السويد         | 2–3   | 2–3     | دوري الأمم الأوروبية للسيدات 2023–24 |        |
| 22 | 5 ديسمبر 2023  | ملعب لا روزاليدا، مالقة، إسبانيا                            | السويد         | 3–3   | 5–3     | دوري الأمم الأوروبية للسيدات 2023–24 |        |
| 23 | 5 ديسمبر 2023  | ملعب لا روزاليدا، مالقة، إسبانيا                            | السويد         | 5–3   | 5–3     | دوري الأمم الأوروبية للسيدات 2023–24 |        |

## الإنجازات
برشلونة
- الدوري الإسباني: 2014–15، 2019–20، 2020–21، 2021–22
- دوري أبطال أوروبا للسيدات: 2020–21،[34] 2022–23[35]
- كأس الملكة لكرة القدم: 2017، 2018، 2020، 2021
- كأس السوبر للسيدات: 2019–20، 2021–22
- كأس كاتالونيا: 2014، 2015، 2016، 2017

إسبانيا
- كأس العالم للسيدات: 2023
- بطولة أوروبا للسيدات تحت 19 سنة: المركز الثاني: 2014
- كأس الغارف: 2017